# 아테네 탈출
《아테네 탈출》(영어: Escape to Athena)은 영국에서 제작된 조지 P. 코스마토스 감독의 1979년 액션, 전쟁 영화이다.

## 출연

### 주연
- 로저 무어 : 오토 헤치 역
- 텔리 사바라스 : 제노 역
- 데이빗 니븐 : 블레이크 교수 역
- 클라우디아 카르디날레 : 엘리나 역
- 스테파니 파워스 : 도티 델 마르 역

### 조연
- 리차드 라운트리 : 냇 저드슨 역
- 소니 보노 : 브루노 로텔리 역
- 엘리어트 굴드 : 찰리 데인 역
- 안소니 발렌틴 : 볼크만 역
- 시그프리드 로치 : 브라운 역
- 마이클 쉬어드 : 서전트 맨 역
- 리처드 렌 : 레이스토퍼 역
- 필립 록 : 보겔 역
- 폴 피세니 : 제노의 남자 역
- 폴 스타시노 : 제노의 남자 역
- 앤 마리 스텐
- 엘레나 세코타 : 매음굴 소녀 역
- 윌리엄 홀든 : 포로수용소의 담배 피우는 남자 역

## 기타
- 수입사 :  世耕興業<株>